# Шангпа Кагю
Шангпа Кагю (буквално на тибетски: „устната приемственост на човека от Шанг“) е школа от тибетския будизъм, известна като „тайната“ линия и има различен произход от множеството други Кагю линии, известни като Марпа Кагю или Дагпо Кагю, идващи от индийския махасидха Тилопа. За разлика от тях школата Шангпа Кагю води началото си от Нигума, която е реализирана дакини, ученичка на Тилопа и според различни източници партньорка или сестра на Наропа. На Запад тази школа става активна чрез Калу Ринпоче, който има много ученици в Европа и Америка.

## Произход
Линията Шангпа Кагю е основана през 11 век от учен и йогин Кюнгпо Налджор. В желанието си да задълбочи разбирането на ученията, които вече бил получил в Тибет той пътува до Индия, където среща реализираната дакини Нигума. Пълното ѝ тибетско име е Ваджрадхара Нигума, докато санскритското и име е Вималашри. Кюнгпо Налджор получава от нея много учения и в частност специалната приемственост на Махамудра и шестте йоги на Нигума. Той е най-известен измежду учениците ѝ, за него се смята, че единствен получава нейните най-тайни учения.
Освен това Кюнгпо Налджор е ученик и на Сукхасидхи, друга реализирана йогини на неговото време, ученичка на Вирупа, Ваджрасанапа, Майтрипа и Рахула и учител на Тилопа.
Друг по-късен и особено важен лама от линията е славният йогин Тангтонг Гялпо, който установява своя собствена субтрадиция Танглуг в рамките на линията Шангпа Кагю. Често той е наричан ренесансовата личност на Тибет заради многостранната му активност на будиски учител, лекар, строител и театрален деятел.
При завръщането си в Тибет Кюнгпо Налджор създава манастир в Шанг Шунг в Централен Тибет. Този манастир става негово главно седалище, а той самият става известен като ламата от Шанг. Макар че основава стотици манастири и обучава хиляди ученици Кюнгпо Налджор предава ученията на Нигума само на един от тях: Мочок Ринчен Цондру. Шангпа Кагю става известна като тайната линия заради инструкцията на Нигума тези практики да се преподават само на един ученик през първите седем поколения (в това число Буда Ваджрадхара и самата Нигума).
От Мочок Ринчен Цондру линията преминава в Кйеранг Чокий Сенге, Нйентон Ригунг Чокий Шераб и Сонгей Тенпа Цондру Сенге. Тези първи седем учители са известни като седемте скъпоценни камъка на традицията Шангпа Кагю. Сонгей Тенпа става първият носител на линията, предал тези практики на повече от един ученик от този момент възникват няколко линии на приемственост. Както и при други езотерични традиции смисълът да бъдат държани в тайна е те да бъдат правилно практикувани вместо да бъдат шифровани и класифицирани.
Макар че ученията на Шангпа Кагю били високо ценени и били асимилирани от много школи, самата традиция престава да съществува като независима школа през 17 век заедно с претопяването на Джонанг. Все пак нейните методи били предавани и практикувани. През 19 век Джамгон Конгтрул събира заедно всички оцелели приемствености и осигурява по-нататъшния им живот като ги включва в своята серия „Съкровищница от ключови инструкции“.
Приемственостите на линията освен това биват включени в школата Сакя, както и в други от школите Кагю. Основателят на Гелуг Дзонгкапа също е обучен в методите на Шангпа Кагю.

## Практики и учения
В традицията Шангпа им множество уникални учения, но най-важните са „Петте златни учения“. Това са група учения, представяни като дърво.
1. Съкровените учения „Шестте йоги на Нигума“, подобни на „Шестте йоги на Наропа“ в Дагпо Кагю школите.
2. Следващият цикъл включва „Реликвената традиция на махамудра“, комбинираща махамудра учения от Нигума, Майтрипа и Сукхасидхи.
3. Учения за трите метода за пренасяне на разбирането от медитацията в ежедневието.
4. Практика на изграждане и реализация с бялата и червената дакини.
5. Учения за безсмъртната природа на ума и тялото.